# Obiettivo (idea)
Un obiettivo (anche abbreviato in obbiettivo nella cultura popolare), sinonimo di aspirazione, proposito o intento, è un'idea del futuro o un risultato desiderato che una persona o un gruppo di persone immagina, pianifica e si impegna a raggiungere.
La chiara definizione degli obiettivi è estremamente importante in vari ambiti della vita umana, poiché guida l'azione efficace dei singoli. Le persone si sforzano di raggiungere i propri obiettivi entro un certo lasso di tempo specifico.
Un obiettivo è più o meno simile a uno scopo, il risultato previsto che guida la reazione, o un fine, che è un oggetto, sia fisico che astratto, che ha un valore intrinseco. Si differenzia da una meta, che è un traguardo o una destinazione desiderata.

## Impostazione degli obiettivi
La teoria della definizione degli obiettivi è stata formulata sulla base della ricerca empirica e definita una delle teorie più importanti nella psicologia organizzativa. Lo psicologo Edwin A. Locke e lo scienziato Gary P. Latham, i padri della teoria della definizione degli obiettivi, hanno fornito una revisione completa dei risultati principali della teoria nel 2002. In sintesi, Locke e Latham hanno scoperto che obiettivi specifici e difficili portano a prestazioni più elevate rispetto a obiettivi facili o istruzioni per "fare del proprio meglio", purché venga fornita una retroazione sui progressi, la persona si impegni a raggiungere l'obiettivo e la persona abbia la capacità e le conoscenze per svolgere l'attività.
Secondo Locke e Latham, gli obiettivi influenzano le prestazioni nei seguenti modi:
1. gli obiettivi indirizzano l'attenzione e lo sforzo verso attività rilevanti per l'obiettivo,
2. obiettivi difficili portano a uno sforzo maggiore,
3. gli obiettivi aumentano la persistenza, mentre gli obiettivi difficili prolungano lo sforzo e
4. gli obiettivi portano indirettamente all'eccitazione e alla scoperta e all'uso di conoscenze e strategie rilevanti per il compito.

Gli obiettivi possono essere a lungo termine, intermedio o a breve termine. La differenza principale è il tempo necessario per raggiungerli. Ci si aspetta che gli obiettivi a breve termine vengano raggiunti in un periodo di tempo relativamente breve, gli obiettivi a lungo termine in un periodo di tempo lungo e quelli intermedi in un periodo di tempo medio.

## Caratteristiche dell'obiettivo
Alcune caratteristiche di un obiettivo aiutano ad essere definiti e a determinare la motivazione di un individuo a raggiungerlo. 
- L'importanza è determinata dall'attrattiva, dall'intensità, dalla rilevanza, dalla priorità e dal segno di un obiettivo. L'importanza può variare da alta a bassa.
- La difficoltà è determinata da stime generali della probabilità di raggiungere l'obiettivo.[5]
- La specificità è determinata se l'obiettivo è qualitativo e varia da vago a dichiarato con precisione.[5]
- L'intervallo temporale è determinato dalla durata dell'obiettivo e dall'intervallo da prossimale (immediato) a distale (ritardato).[5]
- Il livello di coscienza si riferisce alla consapevolezza cognitiva di una persona di un obiettivo.
- La complessità di un obiettivo è determinata da quanti sotto-obiettivi sono necessari per raggiungere l'obiettivo e da come un obiettivo si collega a un altro.[5]

## Obiettivi personali
Gli individui possono fissare obiettivi personali: uno studente può fissare un obiettivo di un punteggio elevato in un esame; un atleta potrebbe correre diverse miglia al giorno; un viaggiatore potrebbe tentare di raggiungere una città di destinazione entro poche ore; un individuo potrebbe tentare di raggiungere obiettivi finanziari come il risparmio per la pensione o il risparmio per un acquisto.
La gestione degli obiettivi può dare ritorni in tutte le aree della vita privata. Sapere esattamente cosa si vuole ottenere rende chiaro su cosa concentrarsi e migliorare, e spesso può aiutare a stabilire inconsciamente la priorità su quell'obiettivo. Tuttavia, anche il successo dell'adattamento degli obiettivi (capacità di disimpegno e di riimpegno degli obiettivi) fa parte del condurre una vita sana.
La definizione e pianificazione degli obiettivi promuove la visione a lungo termine, la missione intermedia e la motivazione a breve termine. Focalizza l'intenzione, il desiderio e l'acquisizione di conoscenze, e aiuta a organizzare le risorse.
Un lavoro efficiente sugli obiettivi include il riconoscimento e la risoluzione del senso di colpa, il conflitti interiori o la convinzione limitante che potrebbe indurre a sabotare i propri sforzi. Fissando obiettivi chiaramente definiti, si può successivamente misurare e essere orgogliosi del raggiungimento di tali obiettivi. Si possono vedere progressi in quella che potrebbe sembrare una lunga, forse difficile, fatica.